# Fadden Peak
Der Fadden Peak ist ein 920 m hoher Berg im westantarktischen Marie-Byrd-Land. Er ragt 3 km westlich des Cressey Peak zwischen dem Südostrand des Ross-Schelfeises an der Gould-Küste und dem Watson Escarpment auf.
Das Advisory Committee on Antarctic Names benannte ihn 1967 nach Dean E. Fadden (* 1934), Installateur auf der Byrd-Station im antarktischen Winter 1958.